# Thomas D’Souza (biskup Vasai)
Thomas Francis D’Souza (ur. 23 marca 1970 w Chulne) – indyjski duchowny rzymskokatolicki, biskup Vasai od 2024.

## Życiorys
Święcenia kapłańskie przyjął 18 kwietnia 1998 roku i został inkardynowany do diecezji Vasai. Po święceniach pracował w kilku parafiach jako wikariusz oraz proboszcz. W latach 2000–2001 oraz 2005–2007 był rektorem Niższego Seminarium w Remedy.
9 listopada 2024 został prekonizowany biskupem Vasai. Sakry udzielił mu 15 grudnia 2024 kardynał Oswald Gracias.